# Aprilia Rally
L'Aprilia Rally è uno scooter sportivo prodotto dall'Aprilia nella cilindrata di 50 cm³ dal 1994 al 2004. Il modello ha subito un profondo restyling stilistico e meccanico nel 1996.

## Versioni

### Rally Air
La prima versione dell'Aprilia Rally, con motore da 50.cc raffreddata ad aria, venne presentata al Motor Show di Bologna 1994, rimase in produzione anche dopo il lancio della versione raffreddata a liquido avvenuto alla fine del 1996. A fine carriera rimase la sola versione raffreddata ad aria fino al 2004.

### Rally Liquid Cooled
In italiano Rally raffreddato a liquido, venne lanciato nel novembre 1996 per affiancare la versione raffreddata ad aria, dal punto di vista meccanico differiva dall'altra versione per la presenza del radiatore e per la possibilità di montare il freno a disco sulla ruota posteriore. Marcate anche le differenze estetiche, infatti montava cerchi di diametro maggiore, fanali anteriori di tipo poliellissoidali e sullo scudo spiccavano le prese d'aria per il radiatore.